# Ficus bataanensis
Ficus bataanensis är en mullbärsväxtart som beskrevs av Elmer Drew Merrill. Ficus bataanensis ingår i släktet fikonsläktet, och familjen mullbärsväxter. Inga underarter finns listade i Catalogue of Life.